# ضفدع الشلال البلوري
ضفدع الشلال البلوري (الاسم العلمي:Amolops vitreus) هو نوع من الحيوانات يتبع جنس ضفدع الشلال من فصيلة الضفادع الحقيقية.